# Milijewe (przystanek kolejowy)
Milijewe (ukr. Мілієве, rum. Milie, ros. Милиево) – przystanek kolejowy w miejscowości Milijewe, w rejonie wyżnickim, w obwodzie czerniowieckim, na Ukrainie. Położony jest na linii Zawale – Wyżnica.
Przystanek istniał przed II wojną światową.